# Meller András
Meller András (Budapest, 1946. augusztus 26. –) magyar belsőépítész, díszlettervező.

## Életpályája
1974-ben szerzett diplomát az Iparművészeti Főiskola építészeti szakán. Mesterei Szrogh György, Jánossy György, Makovecz Imre, Vass Antal és Borz Kovács Sándor voltak.
Dolgozott díszlettervezőként és belsőépítészként. Kiállításokat és banki enteriőröket is tervezett.

## Jelentősebb munkái

### Bankfiókok belsőépítészeti tervezése
- Kereskedelmi Bank Rt. Pécs Színház u. 1. 1990, Vásárosnamény 1990, Kaposvár 1991, Keszthely 1991, Sárvár 1991, Sopron 1991, Székesfehérvár Belvárosi fiók 1991, Várpalota 1991, Veszprém 1991, Körmend 1992, Budapest V. Október 6. u. 7. 1994, Szombathely Kőszeg u.-i fiók 1995, Budapest V. Károly krt. 20., 1996
- Polgári Bank Rt. Szeged Főfasor, 1993
- West LB Győri fiók, 1992
- Nagyvázsonyi Takarék Szövetkezet Budapest Károly krt.-i fiók, 1993
- Parádsasvári Kastályszálló B és C épület

### Fontosabb kiállítás tervezések
- Medicor BNV 1984, 1985, 1986
- Domus Trade Kft BNV, Szakvásár 1993, 1994, 1995
- Postabank BNV 1989, 1990
- Banktech, 1996
- SIAL Élelmiszeripari Világkiállítás magyar standja Párizsban, 1990
- Johnson és Johnson BNV, 1991

### Fontosabb irodaberendezések és fogadóterek tervezése
- Állami Nyomda Rt. Budapest, 1994
- Győri Keksz Kft. Győr, 1995

### Díszlettervek
- Tersánszky Józsi Jenő: Kakuk Marci, Miskolc, 1974
- Komlós János: Folyt. köv., Mikroszkóp Színpad, 1975
- Lehár Ferenc: Víg özvegy, Szolnok, 1975
- J. Krasinski: Halál részletre, díszlet és jelmez, Győr, 1977
- Sükösd Mihály: A kívülálló, díszlet és jelmez, Pécs, 1979
- Tamási Áron: Ördögjátékok, Gyula, 1979
- Szép Ernő: Patika, Győr, 1979
- Bertolt Brecht: Kurázsi mama, díszlet. Győr, 1980
- Szamuráj, Győri Balett, 1980
- Álomkergetők, Győri Balett, 1980
- Leonard Bernstein: West Side Story, Ódry Színpad, 1980
- Kisfaludy-játék, Győr, 1980
- Raszputyin – Miklós T. – Várkonyi M.: Örvényben, Győr, 1981
- Graham Greene: Akiért a harang giling-galang, Józsefvárosi Színház, 1981
- Arisztophanész: Plutosz, díszlet és jelmez, Győr, 1981
- Lady L.: Jobba Gabi előadóestje, díszlet. Várszínház, 1981
- Teleki László: Kegyenc, Győr, 1982
- Leigh-Wassermann: La Mancha lovagja, Győr, 1982
- Joseph Haydn: Philemon és Baucis, Győr, 1982
- Csurka István: Eredeti helyszín, Győr, 1982
- Patrick Hamilton: Gázláng, József Attila Színház, 1983
- Várkonyi Mátyás – Miklós Tibor: Farkasok, Rock Színház ,1983
- G. Feydeau: Megáll az ész!, Győr, 1983
- Dumitru Radu Popescu: Az álom vagy hölgyválasz – U. Foissy: Családi háromszög, Győr, 1983
- Barta Lajos: Szerelem, Győr, 1983
- Gádor Béla: Lyuk az életrajzon, Nyíregyháza, 1984
- Fésüs Éva – Gebora György: A csodálatos nyúlcipó, Józsefvárosi Színház, 1984
- J. Popplewell – R.Thomas: A hölgy fecseg és nyomoz, József Attila Színház, 1985
- L. Gandillot – Fényes Szabolcs: A kikapós patikárius, József Attila Színház, 1985
- Békefi István – Stella Adorján: Janika, Játékszín, 1989